# Torricella-Taverne
Torricella-Taverne (lmo. Toresèla-Tavèrn) – miejscowość i gmina w południowej Szwajcarii, w kantonie Ticino, w okręgu (distretto) Lugano, siedziba administracyjna powiatu (circolo) Taverne. Leży nad rzeką Vedeggio.  

## Demografia
W Torricella-Taverne mieszka 3 085 osób. W 2021 roku 26,2% populacji gminy stanowiły osoby urodzone poza Szwajcarią. 

## Transport
Przez teren gminy przebiegają autostrada A2 oraz droga główna nr 2.